# Raincarnation
Raincarnation – grupa muzyczna, powstała wiosną 1995 r. Pierwotna nazwa zespołu brzmiała Reincarnation, została zmieniona ze względu na istnienie francuskiego zespołu o tej samej nazwie.
Początkowy skład zmieniał się bardzo często i właściwie dopiero zimą 1995 roku ustabilizował się:
- Adam "Kuba" Tuchowski – gitara, vocal
- Monika Piasecka – skrzypce, instrumenty klawiszowe, wokal
- Mariusz "Manix" Machnicki – bas
- Dariusz Szermanowicz – gitara
- Remik "Siwy" Nowicki – instrumenty perkusyjne.

W tym czasie grupa bierze udział w licznych przeglądach i festiwalach. W grudniu 1995 r. zespół zagrał we wrocławskim pałacyku z przeżywającą szczyty formy opolską formacją Sirrah. W następstwie tego, doszło do podpisania kontraktu z Melissa Productions. W czerwcu 1996 r. zespół nagrywa demo At the Bottomless Lake, natomiast w lipcu i sierpniu zostaje nagrana płyta pod tym samym tytułem, zawierająca 13 utworów i dwa bonusy. Następują kłopoty związane z opóźnieniem wydania płyty przez wytwórnię.
Wiosną 1998 zespół opuszcza Dariusz Szermanowicz, jego obowiązki przejmuje "Kuba", pozostając wokalistą. Pojawia się drugi gitarzysta, Paweł "Gabryś" Gabryszewski, rozpoczynają się też pracę nad nowym materiałem. Ostatecznie At the Bottomless Lake, które nie mogło zostać wydane przez wytwórnię Melissa, ukazuje się tuż przed gwiazdką 2000 r. dzięki Morbid Noizzz, zbierając pozytywne recenzje. W 2000 r. Dariusz Szermanowicz realizuje teledysk do remiksu utworu "Spring Execution"
W 2001 zespół po raz drugi występuje na Castle Party Bolków, obok m.in. takich zespołów jak Behemoth, Cemetery of Scream czy Delight.
W tym czasie różnice zdań na temat wizerunku muzycznego zespołu doprowadzają do kolejnych zmian personalnych – odchodzą "Manix" i Monika Piasecka, zaś wiosną 2003 roku dołącza Dawid Wolański. Po okresie zawieszenia działalności Pawła Gabryszewskiego zastępuje Stoker (Dissenter, F.A.M.).